# Gorre & Daphetid Railroad
Le chemin de fer Gorre & Daphetid (prononcé Gory And Defeated, en français : Sanglant et Défait. Ce nom est venu à l'esprit de son créateur au gré de son humeur le jour où il entreprit son œuvre), est le nom d'un réseau de trains miniatures à l'échelle HO (1:87) et tenant place dans une pièce de 110 m2 conçu par John Whitby Allen à partir des années 1950 et jusqu'à sa mort, en 1973.
John Allen en conçut le tracé des voies, les décors, les maquettes des bâtiments ainsi que la presque totalité du matériel roulant. John Allen créa aussi une réalité de toutes pièces venant lier les lieux, bâtiments et matériels roulant de son réseau, créant ainsi un mouvement appelé « modélisme d'atmosphère ».
Son œuvre fut détruite 10 jours après sa mort dans un incendie déclenché par un vieux radiateur normalement jamais utilisé.